# احمد مقربی

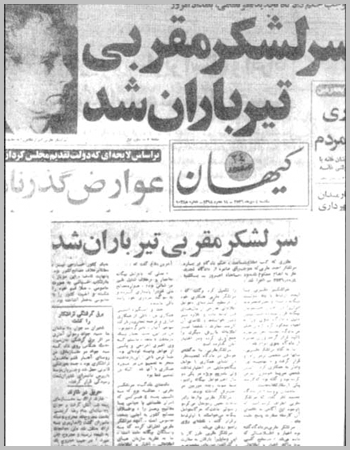

احمد مُقَرِّبی (زاده ۱۳۰۰ در تهران – درگذشته ۴ دی ۱۳۵۶ در تهران) سرلشکر نیروی زمینی شاهنشاهی در دوران محمدرضا پهلوی بود. وی در تاریخ ۴ دی ماه ۱۳۵۶ به جرم جاسوسی برای اتحاد جماهیر شوروی اعدام گردید. وی به مدت ۳۰ سال برای کاگ‌ب خدمت می‌کرد و ۱۱ سال به‌طور مستمر با اسم رمز «مرد» با سفارت شوروی در تهران در ارتباط بود. او برادر دکتر مصطفی مقربی بود.

## زندگی‌نامه
احمد مقرّبی در سال ۱۳۰۰ در تهران متولد شد. پس از طی تحصیلات ابتدایی و متوسطه وارد دانشکده افسری گردید و با درجه ستوان سومی فارغ‌التحصیل شد. دورۀ مقدماتی و عالی مهندسی را در ایران و دوره فرماندهی و ستاد را در آمریکا گذراند. مقربی پس از انحلال حزب توده و دستگیری اکثر افراد وابسته به حزب، مدت ۷ ماه بازداشت گردیده ولی به علت فقدان مدارک لازم آزاد گردید. سرلشکر مقربی معاونت اداره پنجم و ریاست رکن پنجم ستاد ارتش را بر عهده داشت و در طی سال ها ترقی بسیار کرد و مسئول خرید اسلحه از آمریکا و دیگر کشورهای غربی شد.

## دستگیری
در آذرماه ۱۳۵۶ اعلام شد که یک شبکه جاسوسی کا.گ.ب در ایران کشف شده است و سرلشکر مقربی به همراه شخصی به نام کابانف که از افسران جاسوسی سیاسی بود، توسط اداره هشتم ساواک دستگیر شد ولی کابانف چون مصونیت دیپلماتیک داشت آزاد گردید. در روزهای بعد شخصی به نام علی‌نقی ربانی نیز در همین ارتباط دستگیر شد و هر دو نفر به سرعت محاکمه شده و در ۴ دی‌ماه ۱۳۵۶ مطبوعات اعلام کردند که «... حکم دادگاه برای سرلشکر احمد مقربی، که به موجب رأی صادره از دادگاه تجدید نظر به اعدام محکوم گردیده بود، در بامداد امروز اجرا گردید. سرلشکر مقربی، به جرم جاسوسی و دادن اسرار نظامی ایران به عمال بیگانه، در دادگاه نظامی محکوم به اعدام شده بود.» ربانی نیز، پس از تأیید حکم اعدام وی در دادگاه تجدید نظر نظامی در ۲۵ دی ماه ۱۳۵۶، اعدام شد.
نحوۀ کشف ارتباط سرلشکر مقربی و دستگیری وی، همواره حالت معما داشته است و با حدس و گمان‌های چندی همراه بوده، اما کشف ارتباط و دستگیری وی برای حکومت وقت ایران و شوروی دارای اهمیت بسیار بود، چرا که گفته می‌شد سازمان جاسوسی اتحاد جماهیر شوروی یکی از مهمترین نیروهای خود را از دست داده‌است. بنا به گفته کوزیچکین «او بهترین عامل رزیدنسی به حساب می‌آمد و اطلاعات محرمانه‌ای را که واقعاً برای اتحاد شوروی حایز اهمیت بود در اختیار می‌گذاشت.»
منوچهر هاشمی گفته است دستگیری مقربی معاون اداره طرح ارتش، حاصل حدود یک و نیم سال کار اطلاعاتی بر روی او بوده است و ابزارآلات جاسوسی او جزو بروز ترین و قوی ترین وسایل دنیا به شمار می رفته.به گفته هاشمی، مقربی یک ضبط صوت عادی سونی داشته که با داشتن یک آنتن مخصوص کار یک فرستنده را انجام می داده و نیروی های روسیه با نزدیک شدن به خانه او و بدون احتیاج به ملاقات حضوری تمام اطلاعات ضبط شده را به دستگاه خودشان انتقال می دادند.
محمدرضا سعادتی بعد از انقلاب اسلامی در تاریخ ۶ اردیبهشت ۱۳۵۸ هنگام در اختیار گذاشتن پرونده سرلشکر مقربی به ولادیمیر فنسینکو (دبیر اول سفارت شوروی) دستگیر و محاکمه شد.

## در رسانه
- دام نامرئی (۱۳۵۷)